# Fatima Mahmoud
Fatima Mahmoud, née en 1954, est une poète, nouvelliste et journaliste libyenne.

## Jeunesse et carrière
Fatima Mahmoud est née en 1954 à Tripoli. De 1976 à 1987, elle a travaillé comme journaliste pour plusieurs médias libyens, dont al-Fajr al-Jadid, al-Usbuʻ al-Thaqafi et al-Jamahiriya,.
Elle s'est ensuite installée à Chypre et a fondé le magazine Shahrazad Al-Jadeeda (Charazade moderne), consacré aux questions féminines arabes. De retour en Libye, elle a rencontré des difficultés professionnelles en raison des restrictions à la liberté d'expression imposées par le régime de Kadhafi. En 1995, elle a de nouveau quitté la Libye et a obtenu l'asile politique en Allemagne.

## Poésie et publications
Fatima Mahmoud a publié un recueil de poésie arabe intitulé Ma Tayassar (Ce qui est possible) en 1985. Certains de ses poèmes ont été traduits en anglais et publiés dans des anthologies telles que The Poetry of Arab Women: A Contemporary Anthology (2001) et Poems for the Millennium, Volume Four: The University of California Book of North African Literature (2013),.